# Las de la intuición
Las de la Intuición è una canzone pop scritta dalla cantautrice colombiana Shakira e da Luis Fernando Ochoa per l'album della popstar, Fijación oral vol. 1. Esiste una versione inglese, intitolata Pure Intuition, non contenuta nell'album, ma divenuta famosa per essere stata utilizzata negli spot "Catch The Fever" della casa automobilistica SEAT. La canzone è stata estratta come quinto ed ultimo singolo promozionale dell'album.

## Informazioni sulla canzone
Utilizzata sia nella versione spagnola che in quella inglese per una campagna pubblicitaria della SEAT Ibiza in Spagna, il singolo ha ottenuto il primo posto nella classifica di quel Paese, anche se in molte altre Nazioni non può dirsi altrettanto. Pure Intuition ha comunque registrato un certo gradimento in Europa, anche se la portata del suo successo è certamente molto inferiore rispetto a tutti gli altri singoli di Shakira.
Entrambe le versioni, spagnola ed inglese, sono state prodotte da Gustavo Celis.

## Video musicale
Il video del brano fu girato a Miami, sotto la regia di Shakira stessa e Jaume de Laiguana, durante una pausa dall'Oral Fixation Tour. Nel video Shakira indossa una parrucca viola, un corsetto nero e scarpe dai tacchi alti. Assieme a quattro ballerine, Shakira suona una chitarra viola, per poi spostarsi, in un'altra scena, a fianco di una autovettura.

## Classifiche
Las de la Intuición in America Latina divenne un'altra hit per Shakira. Dopo la pubblicazione di Fijación oral vol. 1 nel 2005, la canzone debuttò in quarantesima posizione nella classifica di Billboard "Latin Pop Chart". Anche se negli Stati Uniti non fu pubblicata fino al 2007, entrò nella classifica "Hot Latin Tracks", raggiungendo la trentunesima posizione. Pure Intuition debuttò in Germania in ventiseiesima posizione per poi salira in diciottesima posizione la settimana seguente, fino ad arrivare in nona posizione nella sua quarta settimana in classifica.
In Europa, la canzone fu tradotta in inglese come Pure Intuition e fu pubblicata per promuovere sia l'Oral Fixation Tour sia come colonna sonora della campagna pubblicitaria "Catch the Fever" della SEAT. La canzone riuscì ad entrare nelle classifiche di alcuni paesi europei, come nei Paesi Bassi (prime dieci posizioni), in Russia e in Libano. Anche in Romania, Slovacchia e altri paesi dell'Europa orientale riuscì ad entrare in classifica.
In Spagna, Las de la Intuición divenne un enorme successo grazie anche alla campagna SEAT. Il singolo digitale vendette più di 200 000 copie e fu certificato sette volte disco di platino.[3]
| Classifica (2007)              | Posizione più alta |
| ------------------------------ | ------------------ |
| Slovacchia (IFPI)              | 29                 |
| US Latin Pop Songs (Billboard) | 16                 |
| US Latin Songs (Billboard)     | 31                 |

## Versioni ufficiali
1. Las De La Intuición (Album Version)
2. Las De La Intuición (Jim "Shaft" Ryan: Zoned Out Spanish Pacha Red Mix)
3. Las De La Intuición (Jim "Shaft" Ryan: Zoned Out Spanish Radio Pacha Red Mix)
4. Las De La Intuición (RLS: Pacha Red Mix)
5. Las De La Intuición (RLS: Glamour Radio Pacha Mix)
6. Las De La Intuición (Jason Herd: Spanish Radio Pacha Red Mix)
7. Las De La Intuición (John Jacobsen: Epic Space Pacha Red Mix)
8. Las De La Intuición (Richard Grey: Peak Hour Pacha Red Mix)
9. Las De La Intuición (Dazzla: Late Night 'After Hours' Pacha Red Mix)
10. Las De La Intuición (Rox & Taylor: Pacha Red Mix)
11. Las De La Intuición (Femi B & Leggz: Pacha Cool Chill Blue Mix)
12. Las De La Intuición (Nacho Marco: Terrace Pacha Blue Mix)
13. Las De La Intuición (Jonathan Peters Club Mix)
14. Pure Intuition (Las De La Intuición - English Version)
15. Pure Intuition (Jim "Shaft" Ryan: Zoned Out English Pacha Red Mix)
16. Pure Intuition (Jim "Shaft" Ryan: Zoned Out English Radio Pacha Red Mix)
17. Pure Intuition (Jason Herd: English Radio Pacha Red Mix)
18. Pure Intuition (Beatchuggers: Pacha Blue Out Of Sight Mix)